# 돌아보지 마라
《돌아보지 마라》(Dont Look Back)는 미국에서 제작된 D.A. 페네베이커 감독의 1967년 다큐멘터리 영화이다. 밥 딜런 등이 주연으로 출연하였고 앨버트 그로스먼 등이 제작에 참여하였다.

## 출연

### 주연
- 밥 딜런
- 앨버트 그로스먼

### 조연
- 밥 뉴워스
- 조안 바에즈
- 앨런 프라이스
- 도노반
- 하워드 엘크
- 존스 엘크
- 크리스 엘리스
- 테리 엘리스
- 마리안느 페이스풀
- 앨런 긴스버그
- 존 메이올